# 静安路
静安路，元朝时设置的路。
大德九年（1305年）以黑水新城置，治所在静安县（今内蒙古自治区达尔罕茂明安联合旗北鄂伦苏木古城）。辖境约当今内蒙古自治区达尔罕茂明安联合旗、包头市、固阳县。延祐五年（1318年）改名为德宁路。